# Яд другого человека
«Яд другого человека» (англ. Another Man’s Poison) — британско-американская криминальная драма режиссёра Ирвинга Рэппера, вышедшая на экраны в 1951 году.
В основу сценария фильма положена пьеса британского драматурга и сценариста Лесли Сэндса «Тупик» (англ. Deadlock), сценарий написал Вэл Гест. Фильм рассказывает о писательнице Джанет Фробишер (Бетт Дейвис), которая в своём в своём уединённом доме на болотах Йоркшира травит мужа-преступника, который подался в бега после неудачного ограбления с убийством. Вскоре появляется его сообщник Джордж Бейтс (Гэри Меррилл), который шантажом заставляет Джанет представить его окружающим как своего мужа, вернувшегося из длительного путешествия. Ситуация для пары осложняется приездом любовника Джанет вместе со своей невестой, а также тайным расследованием, которое проводит местный ветеринар доктор Хендерсон (Эмлин Уильямс). В итоге, не выдержав психологического давления, Джанет травит Джорджа, однако по иронии судьбы, затем сама случайно выпивает собственный яд.
Главные роли в картине сыграли Бетт Дейвис и Гэри Меррилл, которые в то время были мужем и женой. Это была первая британская картина в карьере Дейвис.
Рецензенты и историки кино раскритиковали фильм за нелепый и надуманный сценарий, однако высоко оценили игру всего актёрского состава, особенно отметив Дейвис, которая продемонстрировала характерную для себя аффектированную игру в роли коварной злодейки.

## Сюжет
Однажды вечером с железнодорожной станции Тарнмур в Йоркшире, на севере Англии, детективная писательница Джанет Фробишер (Бетт Дейвис) звонит своему молодому любовнику Ларри Стивенсу (Энтони Стил), умоляя его приехать как можно скорее. Ларри, который в этот момент встречается со своей невестой Крис Дэйл (Барбара Мюррей), работающей секретарём у Джанет, обещает подумать и кладёт трубку. Когда Джанет выходит из телефонной будки, её замечает дотошный, любопытный сосед, ветеринарный врач Хендерсон (Эмлин Уильямс), спрашивая, почему она приехала на станцию звонить из таксофона в то время, как у неё дома есть телефон. Затем он подвозит её домой, где Джанет с ужасом видит в своей гостиной незнакомца. Тот представляется как Джордж Бейтс (Гэри Меррилл), сообщая, что он и муж Джанет, по имени Престон, недавно вместе ограбили банк. По словам Джорджа, в ходе ограбления Престон застрелил полицейского, а затем сбежал с деньгами, устроив дело так, что на оружии остались отпечатки пальцев Джорджа, и теперь Джордж должен как можно скорее найти Престона. Джанет пытается успокоить своего неожиданного гостя, утверждая, что не видела Престона уже несколько лет. Однако когда Джордж указывает ей на шляпу и туфли Престона в гостиной, Джанет вынуждена признаться, что убила мужа несколько часов назад. Пока Джордж осматривает в кабинете труп, Джанет рассказывает ему, что бросила Престона из-за его жестокого обращения три года назад, после чего сменила фамилию на Фробишер. Соседям она сказала, что её муж уехал в Малайзию, хотя тот на самом деле оставался в Англии, постоянно шантажируя её и вымогая деньги. Когда он в очередной раз пришёл к ней вчера вечером, заявив, что никогда с ней не разведётся, Джанет отравила его раствором для лечения своего любимого жеребца Фьюри. Понимая, что полиция, наверняка заподозрит его в убийстве Престона, Джордж требует, чтобы Джанет выдала его за своего вернувшегося мужа, которого в этом городке никто не видел. Он целует её, но она в ответ даёт ему пощёчину. Когда на пороге дома появляется доктор Хендерсон, приехавший забрать раствор для лечения лошади, Джордж прячется в соседней комнате. Джанет говорит ветеринару, что использовала раствор полностью, что тому кажется странным. Заметив на диване шляпу Престона, Хендерсон настаивает на том, чтобы Джанет должна познакомить его со своим мужем. В этот момент выходит Джордж, представляясь как Джордж Престон. После отъезда Хендерсона он заявляет Джанет, что теперь у неё нет другого выбора, кроме как поддерживать легенду о том, что они муж и жена. Пока они перетаскивают тело Престона, чтобы утопить его в ближайшем озере, около дома появляются приехавшие вместе Ларри и Крис, и Джанет вынуждена пойти их встретить. В ходе разговора Джанет и Ларри делают для Крис вид, что они едва знакомы, скрывая от неё правду о своём романе. Тем временем Джордж топит тело в озере.
На следующее утро к Джорджу приходит активист местного общества мистер Бигли (Реджинальд Беквит), которого направил Хендерсон. Мистер Бигли уговаривает Джорджа выступить на очередном заседании местного клуба с рассказом о своей жизни в тропических странах. Джорджу с трудом удаётся выпроводить мистера Бигли из дома, дав ему туманное согласие. Тем временем Джанет и Ларри с утра уже отбыли на прогулку на лошадях, в ходе которой Ларри сообщает писательнице, что хотя ему приятно проводить время в её компании, тем не менее любит он только Крис. Когда Джанет возвращается в дом, Джордж набрасывается на неё с обвинениями в том, что она оставила его одного, после чего, несмотря на возражения Джанет, объявляет, что будет жить здесь неопределённый срок. Чтобы выпроводить Джорджа из дома, Джанет пытается обмануть его, заявляя, что вчера Престон просто был без сознания, но не был мёртв. И когда Джордж утопил его, то он утопил ещё живого человека, значит, он и является убийцей. Джордж в подавленном состоянии проводит ночь в своей комнате. Утром он сталкивается с домработницей миссис Бантинг (Эдна Моррис), которая про себя отмечает, что мистер Престон совсем не похож на своё изображение на фотографии, которую она видела в комоде у хозяйки. За завтраком Крис сообщает Джорджу, что Джанет и Ларри снова поехали кататься на лошадях. Заподозрив, что между ними что-то есть, Джордж советует Крис внимательнее следить за своим женихом, а затем сам отправляется вслед за ними на торфяные болота. По дороге он встречает проезжающего мимо Хендерсона, который передаёт ему лондонскую газету, сообщая, что Джордж в точности соответствует данному там описанию человека, которого разыскивают за ограбление. Пытаясь отвязаться от Хендерсона, Джордж направляется обратно в дом, однако ветеринар идёт вслед за ним, рассуждая о том, что как «психолог-любитель» он обратил внимание на то, что у Джорджа такой вид, как будто он от кого-то или от чего-то убегает. Сразу после ухода Хендерсона возвращаются Джанет и Ларри. Джордж вместе с Джанет уходят наверх, где между ними возникает конфликт из-за её поведения в отношении Ларри. Одновременно Крис в гостиной выясняет отношения по этому же поводу со своим женихом. Спор между Джорджем и Джанет достигает такой остроты, что они начинают борьбу за оружие, и когда Джордж завладевает пистолетом, Джанет злорадно заявляет, что теперь на пистолете останутся отпечатки его пальцев. Затем Джанет предлагает ему 1000 фунтов и паспорт Престона в обмен на то, что он уедет. Однако Джордж, который не хочет подаваться в бега, настаивает на том, чтобы остаться вместе как муж и жена, на что Джанет вынуждена согласиться.
На следующий день начинается сильный ливень. Дома Джордж прилично напивается, после чего требует от Ларри, чтобы тот женился на Крис как можно скорее, пока не потерял её, предупреждая его, что Джанет это «ядовитый плющ». Когда Джанет входит в комнату, Джордж объявляет, что должен проветриться и пойдёт покататься на Фьюри, любимом жеребце Джанет. После его ухода Джанет злорадно заявляет, что Джордж вряд ли сможет обуздать своенравного Фьюри, который затопчет его. Некоторое время спустя Крис в разговоре с Джанет просит её не отбирать у неё Ларри, которого она любит, на что писательница холодно отвечает, что он ей нужен и она хочет его. После этого Крис, оставив на столике обручальное кольцо, уезжает на железнодорожную станцию. Узнав об этом, Ларри пытается поехать вслед за невестой, однако Джанет уговаривает его не оставлять её наедине с Джорджем, который «стал страшным человеком». В этот момент возвращается Джордж с пистолетом в руке, сообщая, что Фьюри сломал ногу, попав в заячью нору, и её пришлось пристрелить. Это приводить Джанет в бешенство, так как, по её словам, Фьюри значил для неё больше, чем что-либо на свете. Поняв её отношение к себе, Ларри уезжает за Крис, и в это время в доме появляется Хендерсон. Оставшись наедине с Джанет, он сообщает ей, что осмотрел Фьюри и уверен в том, что жеребец не ломал ногу, и его единственной травмой была пуля в голове. Затем он говорит, что оставляет свой «джип» около дома, так как тормоза у него не исправны, и ездить в дождливую погоду на машине в таком состоянии опасно. Когда Хендерсон уходит, Джанет поднимается в комнату к Джорджу, где просит у него прощения и говорит, что хочет быть с ним. Этому поможет и то, если Крис и Ларри также снова будут вместе, и потому она просит его съездить за ними на станцию на «джипе» Хендерсона и привезти обратно в дом. Джордж страстно целует Джанет, после чего уезжает на машине Хендерсона, которую начинает заносить на скользкой дороге и в итоге Джордж теряет управление. Тем временем вернувшийся со станции Ларри, который не успел догнать свою невесту, заявляет Джанет, что всё равно любит Крис и собирается на ней жениться. Джанет с нервическим смехом заявляет, что натворила столько бед только ради того, чтобы быть с ним, после чего выгоняет Ларри из дома. Вскоре после его ухода появляется травмированный в аварии Джордж, и Джанет с помощью алкоголя приводит его в чувства.
На следующий день после настойчивых просьб Хендерсона миссис Бантинг рассказывает ему, что в доме есть свадебная фотография Джанет и мистера Престона, где он не очень похож на себя нынешнего. Появляется услышавший их разговор Джордж, который просит оставить миссис Бантинг в покое и уводит Хендерсона. Ветеринар рассказывает свою версию того, что происходит, которая близка к истине, а затем сообщает Джорджу, что Джанет знала о неисправных тормозах «джипа», и это выводит Джорджа из себя. Джордж уходит к себе в комнату, после чего Хендерсон рассказывает Джанет, что сегодня утром в поисках своего «джипа» обнаружил тело человека на дне озера, а затем уходит. Увидев полицию на берегу озера, Джанет наливает лошадиный раствор во флажку и подносит её к губам. Однако затем меняет своё решение и поднимается к Джорджу, заявляя, что напугана происходящим. Джордж собирается немедленно скрыться, заявляя, что следовало бы убить Джанет за то, что она натворила, напоминая ей, что когда он сбрасывал тело Престона в озеро, тот был уже мёртв. Пытаясь свалить вину на Хендерсона, Джанет умоляет Джорджа держаться друг друга и просит взять её с собой. Когда Джордж отказывается слушать её, Джанет уговаривает его хотя бы выпить на посошок. Подозревая, что она хочет его отравить, Джордж говорит, что для Джанет лучшим выходом было бы его самоубийство, тогда она сможет свалить всё на него. Она протягивает ему бокал, однако Джордж наливает себе выпить из её фляжки. Джанет со смехом наблюдает, как он выпивает раствор и через несколько мгновений умирает, после чего произносит: «Забавно видеть это ещё раз». Когда в дом возвращается Хендерсон, Джанет заявляет ему, что это Джордж убил Престона, потом заставил её делать вид, что они муж и жена, а теперь покончил жизнь самоубийством. Хендерсон рассказывает, что знал обо всём, так как несколько дней назад встретил Престона, когда тот в поисках дома по ошибке постучал к нему в дверь, и от этих слов Джанет падает в обморок. Чтобы привести её в чувства, Хендерсон даёт ей выпить глоток из фляжки, не зная, что там яд. Когда Джанет приходит в себя, она видит свою фляжку, после чего у неё начинается приступ истерического смеха.

## В ролях
- Бетт Дейвис — Джанет Фробишер
- Гэри Меррилл — Джордж Бейтс
- Эмлин Уильямс — доктор Хендерсон
- Энтони Стил — Ларри Стивенс
- Барбара Мюррей — Крис Дэйл
- Реджинальд Беквит — мистер Бигли
- Эдна Моррис — миссис Бантинг

## Создатели фильма и исполнители главных ролей
Начав режиссёрскую карьеру в 1941 году, режиссёр британского происхождения Ирвинг Рэппер поставил за свою карьеру 21 фильм, среди них мелодрамы «Сияющая победа» (1941), «Вперёд, путешественник» (1942), «Кукуруза зелена» (1945) и фильм нуар «Обман» (1946), в трёх последних картинах главные роли сыграла Бетт Дейвис. Позднее самой заметной картиной Рэппера была мелодрама «Марджори Морнингстар» (1958) с Натали Вуд в заглавной роли. В 1976 году Рэппер завершил кино карьеру. Он умер в 1999 году, не дожив четырёх недель до своего 102-летия.
К моменту съёмок в этом фильме Бетт Дейвис уже дважды завоёвывала «Оскары» за главные роли в фильмах «Опасная» (1935) и «Иезавель» (1938) и ещё семь раз номинировалась на эту награды за фильмы «Бремя страстей человеческих» (1934), «Победить темноту» (1939), «Письмо» (1940), «Лисички» (1941), «Вперёд, путешественник» (1942), «Мистер Скеффингтон» (1944) и «Всё о Еве» (1950). Это был первый фильм, который Бетт Дейвис сделала в Великобритании.
Её партнёр по фильму Гэри Меррилл, который начал серьёзную кинокарьеру лишь в 1949 году, уже был известен благодаря военной картине «Вертикальный взлёт» (1949), приключенческой драме «Ураган Слэттери» (1949), а также фильму нуар «Там, где кончается тротуар» (1950).
Как пишет историк кино Маргарита Ландазури, «Дэвис и Меррилл высекли романтические искры во время совместной работы на фильме „Всё о Еве“ (1950), и в июле 1950 года они поженились». На следующий год Меррилл сыграл главную роль в мелодраме «Телефонный звонок от незнакомца» (1952), при этом Дейвис сыграла в том фильме лишь небольшую роль. В 1959 году они играли вместе на гастролях в театральной постановке «Мир Карла Сандберга», однако «к тому времени их брак уже зашатался, и они развелись на следующий год. Никто из них больше не вступал в брак. Дейвис умерла в 1989 году, а Меррилл — в 1990-м».

## История создания фильма
После фильма «Всё о Еве» Дейвис на некоторое время ушла в личную жизнь. Однако «в начале 1951 года не смогла отказаться от предложения сыграть в британском триллере „Яд другого человека“, одним из продюсеров которого был Дуглас Фэрбенкс-младший». Хотя, по словам Ландазури, сценарий требовал серьёзной доработки, однако в этом фильме была роль для её мужа, кроме того, участие в картине предполагало «поездку первым классом на лайнере „Королева Елизавета“, первоклассные условия жизни в Англии для неё, Меррилла, её пятилетней дочери, только что удочерённой девочки, двух нянь и служанки. Это был семейный медовый месяц с полностью оплаченными расходами». Кроме того, Дэвис получила право выбора режиссёра, остановившись на американском режиссёре британского происхождения Ирвинге Рэппере, который поставил один из её самых больших хитов «Вперёд, путешественник» (1942), и который «ей нравился ещё и потому, что она могла полностью доминировать над ним». Как далее отмечает Ландазури, «легкомысленно игнорируя проблемы со сценарием, Дейвис говорила репортёрам: „Я всегда хотела сыграть в саспенс-картине, какими их делают в Англии с той тихой силой, которой обладают, кажется, только одни британцы“». Кроме того, Дейвис привлекала возможность поработать с актёром и писателем Эмлином Уильямсом, который написал автобиографическую пьесу, по которой был поставлен один из самых успешных фильмов актрисы «Кукуруза зелена» (1945). Познакомившись с изначальным сценарием «Яда другого человека», Дейвис в итоге попросила Уильямса поработать над ним.
Как пишет Ландазури, «по прибытии Дейвис и Меррилл со свитой в Англию, она устроила шикарную вечеринку для британской прессы в своей парадной каюте на борту корабля, и на следующий день таблоиды были полны недобрых историй о богатой американской актрисе, её сотнях предметах багажа, её норковых шубах и её муже, мистере Дэвисе», что привело актрису в ярость.
По словам историка кино Дениса Шварца, на съёмочной площадке Рэппер потратил массу времени, пытаясь поставить под контроль открытую и несдержанную Дейвис и её попытки изменить сценарий".
Сцены на природе снимались в Мэлхеме, Северный Йоркшир, однако основная часть картины снималась в студийных павильонах в Уолтон-он-Темз, Суррей, в окрестностях Лондона на малом бюджете.
Премьера фильма состоялась в Великобритании в ноябре 1951 года.

## Оценка фильма критикой

### Общая оценка фильма
По словам Ландазури, фильм, к сожалению, не «не имел той „тихой силы“, которой так восхищалась Дейвис. Но он был силён неожиданным поворотом в финале, который одни критики посчитали увлекательным, а другие — смехотворным». Однако даже те критики, «которые насмехались над абсурдными моментами сценария, не могли не восхититься прекрасной игрой Дtqвис». Как написал Фрэнк Хаузер в New Statesman and Nation, «никто никогда не обвинял Бетт Дейвис в неспособности поднять хороший сценарий; но этот фильм показывает, как хорошо она может справиться и с плохим».
После выхода картины на экраны обозреватель «Нью-Йорк Таймс» А. Х. Вейлер назвал фильм «многословным, но порой увлекательным путешествием в мир убийств и безответной любви», отметив далее что «фильм спасают от превращения в заурядную мелодраму Дейвис, Меррилл, а также Эмлин Уильямс, который с лёгкостью играет чрезмерно любопытного ветеринара».
Современный историк кино Батлер написал, что «никто никогда не обвинит „Яд другого человека“ в том, что это великий фильм», хотя он «достаточно увлекательный, особенно, для тех, кто получает наслаждение от театрального переигрывания Дейвис». По словам критика, картина «имеет один из тех сюжетов, которыми можно наслаждаться исключительно на механическом уровне, подразумевая, что они забавны, но не имеют никакого отношения к реальной жизни, и что они наполнен персонажами, которые существуют только на сцене или на экране, но никак не в реальной жизни».
Спенсер Селби отметил картину, написав, что она рассказывает об «известной детективной писательнице, которая убивает своего мужа, после чего её шантажирует преступник в бегах», а Майкл Кини обратил внимание на «приятную ироничную концовку» фильма.
Как написал Шварц, Дейвис, которая к тому времени была уже «затухающей звездой, с этим фильмом немного возродила свою карьеру, хотя сам фильм и не добился успеха». По мнению критика, «истеричная аффектированность понизила качество фильма, и тем не менее он выглядел как типичный фильм Дейвис, где она источает яд и переигрывает». Как далее пишет Шварц, это «клаустрафобный, театральный фильм, снятый в одной основной декорации, с Дейвис в роли мерзкой стервы, смотрится увлекательно в своём особом вычурном стиле, однако в плане производства он не так силён, как того ожидала Дейвис от работы на Британских островах».

### Оценка работы режиссёра и творческой группы
По мнению Вейлера, сценарий Вэла Геста по пьесе Лесли Сэндса «статичен», «редко выходит за пределы декораций» и не «справляется с многословием». При этом «саспенс генерируется только урывками и быстро рассеивается», в чём, «вероятно, повинна невдохновенная постановка Рэппера».
Брайан Колер посчитал, что «сюжет настолько нелеп, что фильм невозможно воспринимать иначе, чем как грубую халтуру, однако это не помеха для поклонников Дейвис, которые составляют большую часть аудитории фильма. По всей видимости, мужская часть аудитории посчитает сюжет перегретым, но женщины, которые привыкли к мыльным операм», воспримут нормально. Как далее пишет критик: «Ещё раз отметим, что сюжет настолько надуман, что его невозможно воспринимать серьёзно».
По мнению Батлера, «Рэппер, кажется, всеми силами пытается как-то сдержать Дейвис, и потому остальной фильм немного плутает. Однако каждый раз, когда актриса появляется в кадре, фильм разгорается с новой силой».

### Оценка актёрской игры
А. Х. Вейлер высоко оценил актёрскую игру в фильме. В частности, он написал, что «Гэри Меррилл создаёт тщательно выверенный и убедительный образ небритого беглеца, тщательный план которого бьёт по нему самому. Эмлин Уильямс добавляет профессионально безупречный портрет ветеринара, постоянное слежение которого приводит к развязке, а Энтони Стил и Барбара Мюррей хорошо справляются с ролями любовника и его невесты». Однако, как отмечает Вейлер, «всё-таки, это полностью фильм Бетт Дейвис. Ей дана предоставлена широкая творческая свобода при создании образа невротички, которая является столь же жестокой убийцей, как любой другой, которого мы видели в последнее время». Кроме того, Вейлер замечает: «Трудно понять, зачем Дейвис вообще нужен противоположный пол, так как она любительница природы и, кажется, любит своего коня не меньше, чем своего избранника». «Я любила поговорить с ним каждый вечер», — говорит она со слезами на глазах после того, как её жеребца убивают.
По мнению Батлера, «хотя, конечно, игра Дейвис в этой картине не идёт ни в какое сравнение с её игрой в „Что случилось с Бэби Джейн?“» (1962), однако и здесь она представляет собой «восхитительную смесь из виртуозного мастерства и аффектации». Последнее, как отмечает Батлер, «ни в коей степени не означает критику; Дейвис работала здесь с материалом, которому была нужна хорошая встряска». По словам критика, «Эмлин Уильямс понимает это, и его игра, хотя и сильно отличается от игры Дейвис, находится в той же плоскости. Однако это не относится к Гэри Мерриллу, работа которого слишком скучна».
Майкл Кини пришёл к заключению, что «Дейвис потрясающа в роли коварной убийцы и, кажется, получает удовольствие от своей роли. А Меррилл, который в то время был её мужем, хорош в роли несчастного грабителя банков, который совершает ошибку, связываясь не с той женщиной».
Как отмечает Колер, «это фильм Дейвис, которая пребывает в хорошей злодейской форме. Она настолько плоха, что даже собственная смерть вызывает у неё смех. Возникает лишь один вопрос — что нашёл в ней персонаж Стила, ведь героиня Мюррей намного моложе, милее и красивее. Также не понятно, почему Меррилл настолько ревнует Дейвис, что даже убивает её жеребца».